# دنیس سیلوا
دنیس سیلوا (به پرتغالی: Denis Silva Cruz) مدافع اهل برزیل است که در شهر برزیل و در تاریخ ۲۸ دسامبر ۱۹۸۵ به دنیا آمده‌است.
دنیس سیلوا در تیم‌های فوتبال Imperatriz سابقهٔ حضور دارد.